# Hoplathemistus albofasciatus
Hoplathemistus albofasciatus is een keversoort uit de familie boktorren (Cerambycidae). De wetenschappelijke naam van de soort is voor het eerst geldig gepubliceerd in 1916 door Christopher Aurivillius.
Aurivillius gebruikte aanvankelijk de naam Athemistus (Hoplathemistus) albofasciatus. De soort werd door Eric Mjöberg ontdekt in Herberton en Cooktown, Queensland (Australië).